# C7P

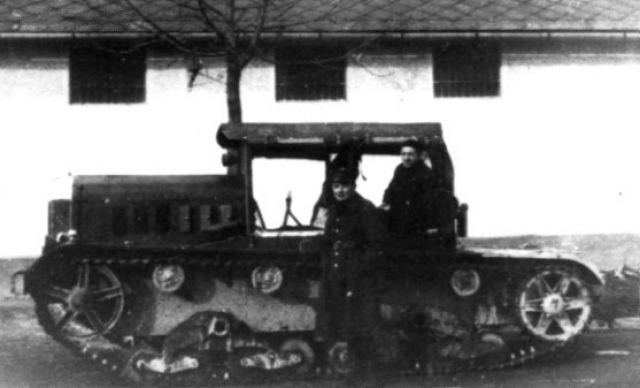
Prototyp C6T

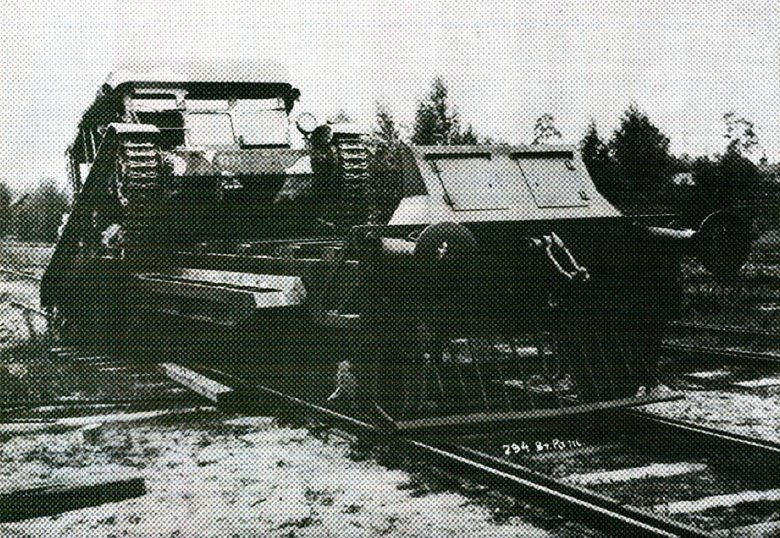
C7P/I „Felek” – próby z prowadnicą kolejową. Rok 1937.

C7P – polski gąsienicowy ciągnik artyleryjski z czasów dwudziestolecia międzywojennego. Powstał w Polsce na początku lat 30. XX wieku, jako pojazd przeznaczony m.in. do holowania dział ciężkich i ściągania uszkodzonych czołgów. Konstrukcyjnie bliski opracowywanemu w tym samym czasie czołgowi 7TP. Głównym ich użytkownikiem w Wojsku Polskim był 1 Pułk Artylerii Najcięższej, gdzie wykorzystywano je do transportu elementów moździerza kal. 220 mm oraz przyczep amunicyjnych.

## Historia
We wrześniu 1931 roku w Warszawie podpisano umowę z firmą Vickers-Armstrongs na dostawę 38 czołgów Vickers E, części zamiennych i licencji na produkcję w Polsce (jednak z klauzulą na produkcję czołgów wyłącznie do użytku rządu Rzeczypospolitej Polskiej). Ponadto licencja nie obejmowała zastosowanych silników.
Niemal natychmiast po zakupie licencji na produkcję czołgów Vickers w Wojskowym Instytucie Badań Inżynierii (późniejsze Biuro Badań Technicznych Broni Pancernych) rozpoczęto prace projektowe nad nowym czołgiem VAU-33 konstrukcyjnie wzorowanym na pojeździe Vickers E, jednakże z nową jednostką napędową. Jako napęd postanowiono zastosować odmianę silnika wysokoprężnego Saurer BLDb (znana jako PZInż 235). Projekt ten przerodził się w późniejszy czołg 7TP.
Jednocześnie rozpoczęto prace nad skonstruowaniem nowego, ciężkiego ciągnika artyleryjskiego. W tym czasie Polska dysponowała pojedynczymi ciągnikami do holowania dział ciężkich, ponadto były to konstrukcje mocno przestarzałe (np. Holt 75). Projektowany ciągnik miał mieć nowy silnik produkcji polskiej i układ jezdny z czołgu Vickers. Prace konstrukcyjne prowadzono w Biurze Studiów PZInż. pod kierownictwem inż. Witolda Jakusza. W celu unifikacji części pomiędzy czołgiem 7TP i ciągnikiem C7P, projekt na bieżąco konsultowany był z BK Br. Panc. WIBI. Pierwsze dwa prototypy zmontowano w roku 1933 w Warsztatach Doświadczalnych przy PZInż. w Ursusie. Pierwszy z nich, oznaczony jako C6P, miał koła napędowe umieszczone z przodu (podobnie jak Vickers E i 7TP), drugi zaś – C6T miał koła napędowe z tyłu.
W lutym i w marcu 1934 roku oba prototypy poddano testom podczas rajdu kontrolnego o długości ponad tysiąca kilometrów. W wyniku doświadczeń zdobytych podczas tych testów prototypy poddano dalszym modyfikacjom. C6T przebudowano do standardu C6P (oznaczenie C6P/II). Przebudowano też drugi prototyp C6P. Przebudowany C6P oznaczono jako C7P/I „Felek”. W późniejszym czasie podobne zmiany poczyniono też wobec pierwszego prototypu i oznaczono go C7P/II. Z czasem zbudowano też trzeci prototyp C7P/III. Prototypy te stały się pierwowzorem seryjnych C7P. Prototyp C7P/I „Felek” uznano za model wzorcowy i pozostał w Biurze Badań Technicznych Broni Pancernych na stałe, aż do 1939 roku. Wykorzystywany był jako pojazd doświadczalny.
Ciągnik C7P zatwierdzono do produkcji i przyjęto na wyposażenie Wojska Polskiego w roku 1934. Głównym zastosowaniem tego pojazdu w było holowanie ciężkich dział, jednakże używano ich też w formacjach pancernych i saperskich.
W początkowym okresie fabryka Ursus miała bardzo małe zdolności produkcyjne i niemożliwa była jednoczesna produkcja czołgów i ciągników. Pojazdy produkowano na przemian, zaczynając od ciągników. W latach 1937–1938 nastąpiła rozbudowa fabryki i odtąd produkcja czołgów 7TP i ciągników C7P mogła się odbywać na dwóch równoległych liniach. W latach 1934–1939 zbudowano ok. 151 ciągników, natomiast w latach 1939–1941 zgodnie z zamówieniami miało powstać kolejne 72 C7P. Przeciętna cena jednego ciągnika wynosiła ok. 100 000 zł.
Wiosną i latem 1939 roku przeprowadzono próby holowania prototypów nowych dział: armaty kal. 155 mm i moździerza kal. 310 mm. Podczas tych testów stwierdzono, że ciągniki C7P w obecnej postaci są za słabe do ich holowania i zaplanowano wyposażenie ciągnika w nowy silnik o mocy 150 KM.

## Opis techniczny
Konstrukcyjnie ciągnik C7P wykorzystywał wiele elementów czołgu 7TP (m.in. kadłub, układ jezdny, zawieszenie, przeniesienie napędu i silnik). Zastosowany silnik wysokoprężny, 6 cylindrowy PZInż. 235 o pojemności 8550 ccm o mocy 115 KM (86,6 kW) przy 1800 obr./min był produkowaną w Polsce, lżejszą odmianą licencyjnego silnika Saurer BLDb. Podstawową zmianą w konstrukcji tego silnika było zastosowanie kadłuba silnika wykonanego z alpaksu (88% aluminium, 12% krzem) z tulejami cylindrowymi żeliwnymi, mokrymi. Silnik ten był również stosowany w produkowanych w Polsce licencyjnych autobusach i ciężarówkach Saurer. W prototypowych ciągnikach (C6P i C6T) silnik wraz z chłodnicą był umiejscowiony z przodu. Później zdecydowano się na umieszczeniu silnika w tylnej części kadłuba (tak jak w czołgu 7TP), co poprawiło rozkład obciążeń. Przy okazji silnik był mniej narażony na uszkodzenia.
Właściwości jezdne ciągnika odpowiadały właściwościom czołgu 7TP. Ciągnik był zdolny do pokonywania wzniesień o kącie do 36°, rowów o szerokości do 180 cm i brodów o głębokości do 100 cm. Nacisk jednostkowy ciągnika był nieco mniejszy niż czołgu i wynosił 54 kPa. Prędkość maksymalna wynosiła 26 km/h, zaś promień skrętu – 250 cm. Ciągnik miał zbiornik paliwa o pojemności 160 l i był zdolny przejechać na tym zapasie ok. 150 km. Zużycie paliwa wynosiło 96–120 l/100 km.
Ciągnik wyposażono we wciągarkę linową zasilaną z silnika oraz hak holowniczy z samoczynną blokadą. Uciąg na haku wynosił 5000 kgw. C7P holował jednak etatowo przyczepy z elementami moździerza o masie do 8950 kg lub czołgi 7TP o masie 9,9 t. Część z ciągników C7P przeznaczonych dla saperów miała być wyposażona w pługi, spychacze lub mosty koleinowe.
W roku 1936 w Zakładach Cegielskiego w Poznaniu powstał prototyp specjalnej prowadnicy kolejowej dla ciągnika C7P. Był to rodzaj wagonu zaopatrzonego w najazd czołgowy. Prowadnica napędzana była od silnika ciągnika za pomocą specjalnej przekładni. Była ona zdolna rozwinąć prędkość ok. 60 km/h, prowadząc wagony o masie 60 ton.

## Użytkownicy

### Polska
Ciągniki artyleryjskie C7P oficjalnie wprowadzono na wyposażenie Wojska Polskiego 12 czerwca 1934 roku. Podstawowym ich przeznaczeniem było holowanie dział ciężkich. Zgodnie z zapotrzebowaniem złożonym przez Dowództwo Artylerii w sierpniu 1937 roku, w latach 1937–1942 artyleria miała otrzymać łącznie 250 ciągników C7P. Pierwszym i głównym odbiorcą ciągników C7P był 1 Pułk Artylerii Najcięższej, gdzie wykorzystywano je do holowania elementów ciężkich moździerzy kal. 220 wz. 32 oraz przyczep z amunicją. Ogółem w latach 1934–1937 artyleria otrzymała 108 ciągników – niemal wszystkie znalazły się w 1 Pułku (99 ciągników) lub w składnicy jako zapas mobilizacyjny dla tej jednostki. Ostatecznie zgodnie z zapotrzebowaniem złożonym przez Dowództwo Artylerii w sierpniu 1937 roku, do roku 1942 artyleria miała otrzymać łącznie 250 ciągników C7P.
Drugim odbiorcą pojazdów C7P były wojska pancerne, gdzie ciągniki miały być wykorzystywane do ewakuacji z pola bitwy uszkodzonych czołgów 7TP i Vickers, a także do ich transportu na specjalnych przyczepach. Etatowo każda kompania czołgów 7TP miała mieć po jednym ciągniku. Według spisu z lipca 1939 roku w jednostkach broni pancernej znajdowało się 18 ciągników: 7 w Centrum Wyszkolenia Broni Pancernej w Modlinie, 5 w 2 Batalionie Pancernym, 4 w 3 Batalionie Pancernym i 2 w 4 Batalionie Pancernym. W sierpniu 1939 roku z Centralnej Składnicy cztery ciągniki C7P skierowano do mobilizowanego batalionu czołgów R-35, zaś kolejne trzy do 5 Batalionu Pancernego.
Ostatnim użytkownikiem ciągników C7P byli saperzy. Docelowy plan na rok 1940 zakładał, że wojska saperskie otrzymają łącznie 52 ciągniki. Miałby być one używane m.in. zrywania torów i wykonywania innych prac sapersko-inżynieryjnych, a także po ustawieniu na specjalnej prowadnicy do przetaczania taboru kolejowego. W latach 1937–1938 saperom dostarczono tylko dwa ciągniki, trafiły one do Biura Badań Technicznych Saperów. Kolejne szesnaście ciągników dla saperów kolejowych Ministerstwo Komunikacji zamówiło w roku 1938. Jednakże nie zdążono dostarczyć ich do odbiorcy przed wybuchem wojny (próby odbiorcze zakończono 30 sierpnia 1939 roku).

### III Rzesza
Po ataku na Polskę III Rzesza zdobyła pewną liczbę ciągników C7P. Niemcy swój centralny punkt naprawy uszkodzonych czołgów 7TP i ciągników C7P ulokowali w Tomaszowie Mazowieckim. Kierowano tam wszystkie zholowane z pobojowisk pojazdy, a także zdobyte podzespoły i części wywiezione z fabryki PZInż. w Warszawie. Wyremontowane ciągniki, oznaczane jako C7P(p), wykorzystywane były potem przez niemieckie oddziały służby technicznej i gromadzenia zdobyczy wojennej do ściągania pozostawionego na polach bitew sprzętu ciężkiego, głównie czołgów (zarówno polskich, jak i niemieckich). Niektóre z ciągników C7P z zamontowanymi pługami w czasie zimy 1939/1940 zostały wykorzystane do odśnieżania dróg w pewnych rejonach Generalnego Gubernatorstwa (m.in. droga Warszawa-Kraków). Późniejszy los tych pojazdów nie jest znany.

### ZSRR
Po agresji ZSRR na Polskę 17 września 1939 roku pewną liczbę pojazdów C7P zdobyła też Armia Czerwona. W większości były to pojazdy niekompletne i uszkodzone. Jednakże podjęto decyzję o remoncie zdobytych czołgów 7TP i ciągników C7P, które najwyraźniej uznano za wartościowe. Remonty przeprowadzano m.in. w Bazie Remontowej nr 7 w Kijowie. W roku 1940 jeden egzemplarz ciągnika C7P (nr 1153) poddano próbom przeprowadzonym na Naukowo-Badawczym Poligonie Broni Pancernej w Kubince. Potwierdzone informacje wskazują, że zarówno czołgów 7TP, jak i ciągników C7P użyto podczas tzw. wojny niemiecko-sowieckiej.